# フッ化イリジウム(V)
フッ化イリジウム(V)(Iridium(V) fluoride)は、イリジウムとフッ素からなる化学式IrF5の化合物である。非常に反応性の高い黄色の低融点固体で、八面体配位のイリジウム原子を含む四量体Ir4F20となる。この構造は、フッ化ルテニウム(V)やフッ化オスミウム(V)とも共通している。フッ化イリジウム(VI)の制御分解か、無水フッ化水素中でケイ素粉末か水素によりフッ化イリジウム(VI)を還元することで得られる。
2 IrF6+H2->2 IrF5+2 HF